# ديفيد كاسار
ديفيد كاسار (بالإنجليزية: David Cass)‏ (27 مارس 1962 في المملكة المتحدة - ) هو لاعب كرة قدم بريطاني في مركز حراسة المرمى. لعب مع نادي ليتون أورينت وبيليريكاي تاون.